# Denis Nekrasov
Denis Nekrasov (in russo Денис Некрасов?; Verchnjaja Pyšma, 19 febbraio 1997) è un ciclista su strada e pistard russo, professionista dal 2019.

## Palmarès

### Pista
- 2017

Campionati russi, Americana (con Maksim Piskunov)

## Piazzamenti

### Classiche monumento
- Giro di Lombardia

2020: ritirato

### Competizioni mondiali
- Campionati del mondo su pista

Astana 2015 - Scratch: 3º
Apeldoorn 2018 - Corsa a punti: 20º
- Campionati del mondo

Richmond 2015 - In linea Junior: ritirato
Innsbruck 2018 - In linea Under-23: ritirato

### Competizioni europee
- Campionati europei su pista

Atene 2015 - Corsa a punti Junior: 3º
Berlino 2017 - Corsa a punti: 8º
- Campionati europei

Tartu 2015 - In linea Junior: 76º
Trento 2021 - In linea Elite: ritirato